# حاجی سیاح
میرزا محمدعلی محلاتی ملقب به حاج سیاح (زاده ۱۲۵۲ قمری/ ۱۲۱۵ خورشیدی/۱۸۳۶ میلادی – درگذشته ۱۳۴۳ قمری/ ۱۳۰۴ خورشیدی /۱۹۲۵ میلادی) کنشگر سیاسی مشروطه و سفرنامه‌نویس ایرانی-آمریکایی بود. او نخستین ایرانی است که رسماً تابعیت ایالات متحده آمریکا را پذیرفت.
وی مانند شماری دیگر از دوستان شیخ هادی نجم‌آبادی، در میان اعضای انجمن باغ میکده جای داشت.

## زندگی

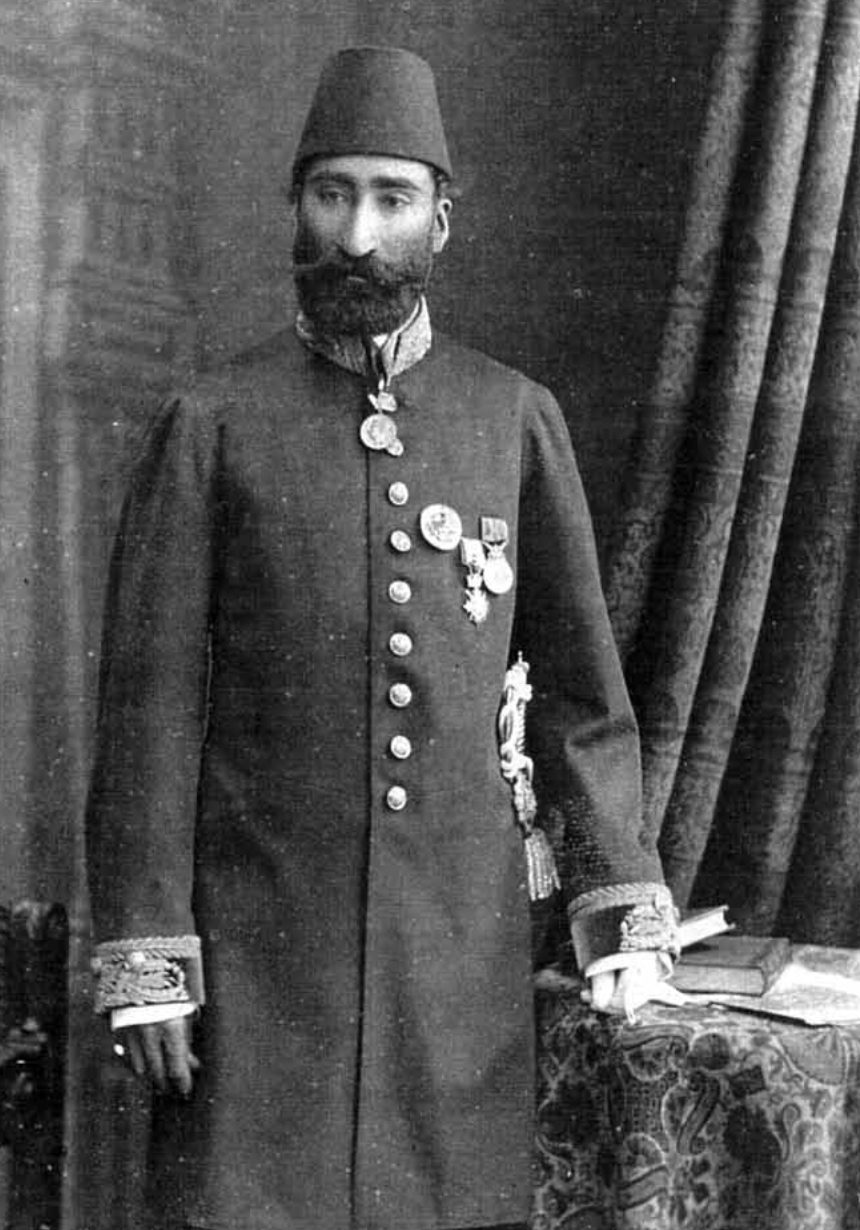

وی در خانواده‌ای اهل علم و ادب، در محلات به دنیا آمد. پدرش ملا محمدرضا محلاتی او را برای تحصیل به تهران فرستاد و عمویش ملا محمد صادق که متمکن و اهل علم بود، وی را برای تکمیل تحصیلات راهی عتبات کرد. چند سالی در نجف و کربلا به تحصیل علوم قدیمه مشغول و با اندیشمندانی که از نقاط مختلف برای تدریس و تحصیل آمده بودند آشنا شد و بر اثر این آشنایی‌ها در اندیشه و نگرشش تحولی روی داد که به نظر می‌رسد مراحل بعدی زندگی او در دامنه تأثیر همین تحول بوده باشد.
حاجی سیاح سفرهای طولانی‌مدت به اقصی نقاط اروپا، آمریکای شمالی و هندوستان صورت داده و کشورهای زیادی را دیده بود.
پس از ۱۸ سال سفر به فرنگ، وی در سال ۱۸۷۷ به ایران بازگشت و وارد صحنه انقلاب مشروطیت شد و بخاطر نوشتن نامه‌ای انتقاد آمیز به مدت ۲۰ ماه رهسپار زندان نیز گردید. وی از دوستان نزدیک سید جمال‌الدین اسدآبادی بود. او در سن ۸۹ سالگی در ۱۹۲۵ درگذشت.

## سفر و سفرنامه‌نویسی
میرزا محمدعلی محلاتی از سفرنامه نویسان دوره قاجاریه است که در ۲۳سالگی، سفرِ هجده‌سالهٔ خود به دور دنیا (اقصی نقاط اروپا و آمریکای شمالی و همچنین کشورهای شرق ازجمله ژاپن و هندوستان) و سفرهای فراوانش در سراسر ایران را آغاز کرد و به همین دلیل به حاجی سیاح معروف شده است.
وی نخستین بار از طریق نیویورک وارد آمریکا شد، و تا سان فرانسیسکو نیز در سفرهای خود پیش رفت، جایی که در ۲۶ مه ۱۸۷۵ تابعیت آمریکا را در دادگاه ناحیهٔ ۱۲ کالیفرنیا رسماً پذیرفت.
حاجی سیاح حتی در دو نوبت موفق به دیدار با رئیس‌جمهور آمریکا، یولیسیز سایمن گرانت نیز گردید.
از وی دو کتاب به جا مانده؛ یکی خاطرات حاج سیاح (دورهٔ خوف و وحشت) و دیگری سفرنامه حاجی سیاح محلاتی است که در واقع جلد دوم خاطرات و به شرح سفرهای او مربوط می‌شود.
حاج سیاح وقایع دوران سفر خود را به اقصی نقاط اروپا و آمریکای شمالی و همچنین کشورهای شرق از جمله هندوستان را شرح داده است. سفرنامه حاج سیّاح به فرنگ (چاپ علی دهباشی، تهران ۱۳۶۳ شمسی) شرح سفرهای او در اروپاست.
خاطرات حاج سیّاح یا دوره خوف و وحشت مربوط به عصر مشروطیت ایران است.
این خاطرات، از بازگشت او به ایران در ۱۲۹۴ ق آغاز می‌شود و با رویدادهای ۱۳۲۷ ق و ماجرای فتح تهران پایان می‌یابد و جمعاً حوادث ۳۴ سال قمری را در برمی‌گیرد. کتاب، آمیزه‌ای است از سفرنامه، خاطرات، گزارش اوضاع سیاسی - اجتماعی و توصیف‌های تاریخی که از دو بخش اصلی و تا اندازه‌ای متفاوت تشکیل می‌شود: بخش اول تا ۱۳۱۱ ق و ماجرای پناهنده شدن به سفارت که بیشتر سفرنامه و خاطره‌نویسی است؛ و بخش‌دوم تا ۱۳۲۷ ق که بیشتر تاریخ‌نگاری است.

## نظر دیگران
میرزا ملکم‌خان از وی به‌عنوان «منادی غیب» در جامع آدمیت، و معیر الممالک، داماد ناصرالدین‌شاه وی را یک فراماسون نام برده‌اند.

## پی‌نوشت‌ها
1. ↑  به مناسبت سوم مهر، سالروز درگذشت محمدعلی سیاح محلاتی
2. ↑  حاج سیاح میرزا محمدعلی محلاتی
3. ↑   PAAIA: Public Affairs Alliance of Iranian Americans
4. ↑  ملک‌زاده، مهدی. تاریخ انقلاب مشروطیت ایران جلد2. ص. ۲۴۰.
5. ↑  نبوی رضوی، سید مقداد (۱۳۹۲). «نقش و حایگاه شیخ هادی نجم‌آبادی در تکوین جنبش مشروطه». فصلنامه مطالعات تاریخ اسلام. تهران: وزارت علوم، تحقیقات و فناوری. ص. ۵۳. شاپا ۶۷۱۳-۲۲۲۸مقدار |issn= را بررسی کنید (کمک).
6. 1 2  ḤĀJJ SAYYĀḤ Encyclopædia Iranica
7. ↑  Foundation, Encyclopaedia Iranica (2021-05-17). "Welcome to Encyclopaedia Iranica". Encyclopædia Iranica (به انگلیسی). Retrieved 2022-06-29.‏
8. ↑  به کوشش حمید سیّاح، به تصحیح سیف‌الله‌گلکار، تهران ۱۳۴۶